# Blepharum
Blepharum es un género de escarabajos barrenadores metálicos del orden Coleoptera.

## Especies
- Blepharum bivittatum Kerremans, 1891
- Blepharum coeruleipes Fairmaire, 1878
- Blepharum leopardum Fisher, 1930
- Blepharum nigrum Thomson, 1878
- Blepharum sainvali (Bily, 2000)